# 維克托·閃-托夫

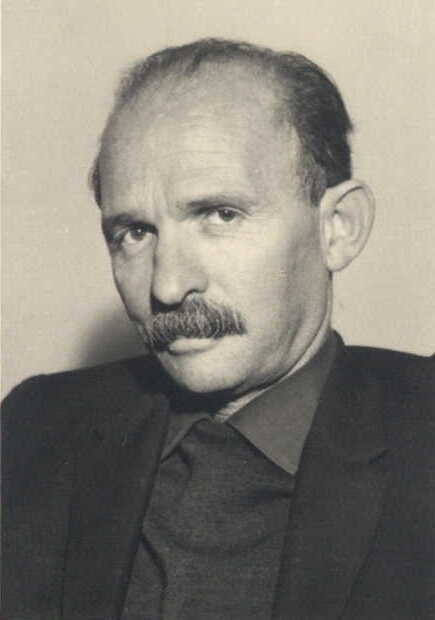
1980年5月1日的維克托·閃-托夫

維克托·閃-托夫（英語：Victor Shem-Tov，1915年2月1日—2014年3月8日）是一名保加利亚-以色列政治家。他曾經在1969年至1970年，擔任以色列不管部部长、在1970年至1977年，擔任卫生部长。1974年短暂担任福利和社会服务部长。
2014年3月8日，去世，享年99岁。